# NGC 4009
NGC 4009 – gwiazda znajdująca się w gwiazdozbiorze Lwa. Jej jasność obserwowana wynosi około 15m. Zaobserwował ją John Dreyer 26 kwietnia 1878 roku i skatalogował jako obiekt typu „mgławicowego”. Niektóre źródła (np. baza SIMBAD) identyfikują obiekt NGC 4009 jako pobliską galaktykę LEDA 37677 (PGC 37677).